# Hauptgebäude der Universität Rostock

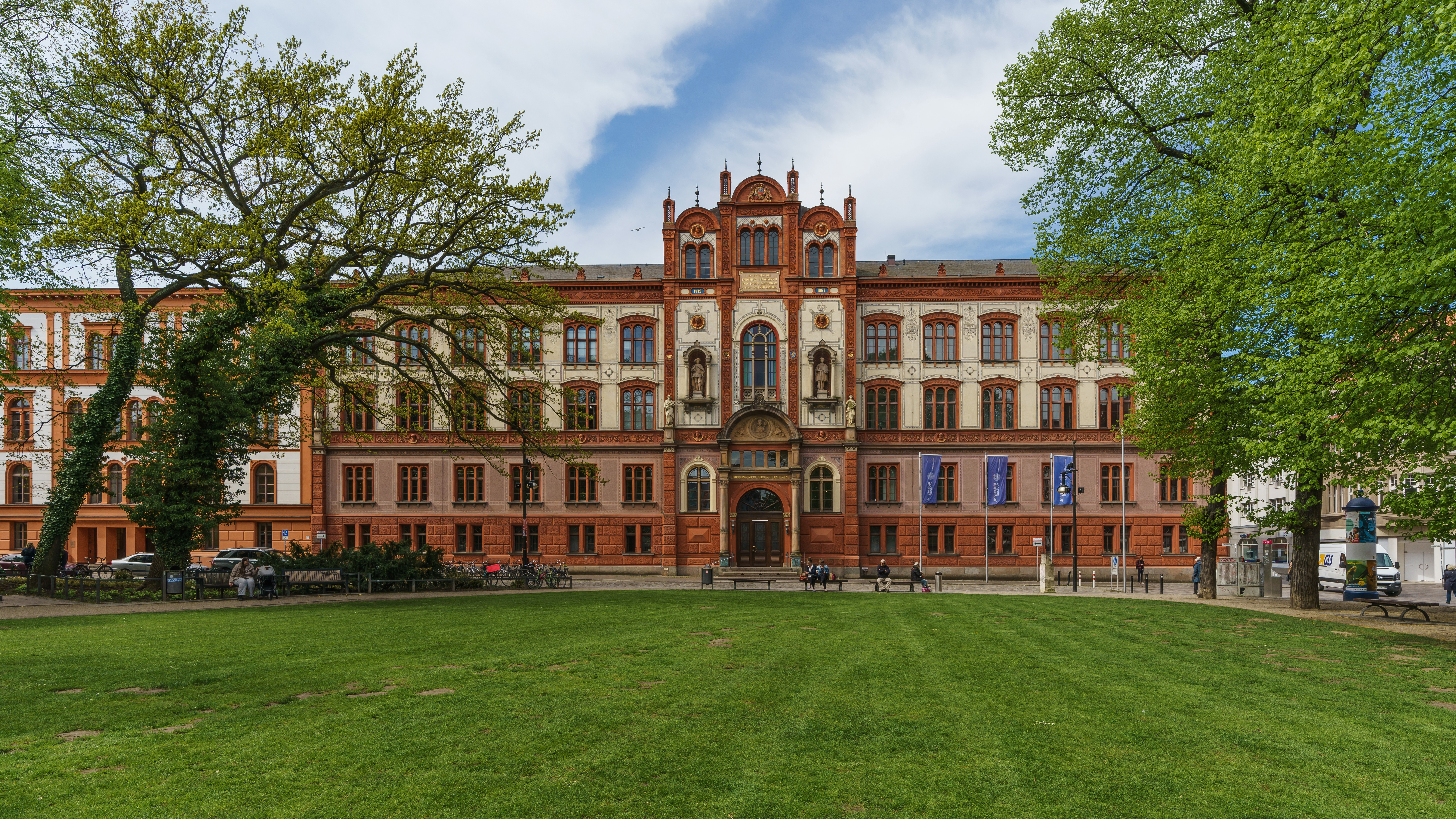
Hauptgebäude der Universität Rostock am Universitätsplatz 1

Das Hauptgebäude der Universität Rostock ist ein Vertreter der mecklenburgischen Neorenaissance, es wurde zwischen 1867 und 1870 erbaut. Das denkmalgeschützte Universitätshauptgebäude steht in der Rostocker Innenstadt direkt am Universitätsplatz, dort sind das Rektorat, Teile der Verwaltung, das Universitätsarchiv und die Theologische Fakultät untergebracht.

## Geschichte

### Vorgängerbauten

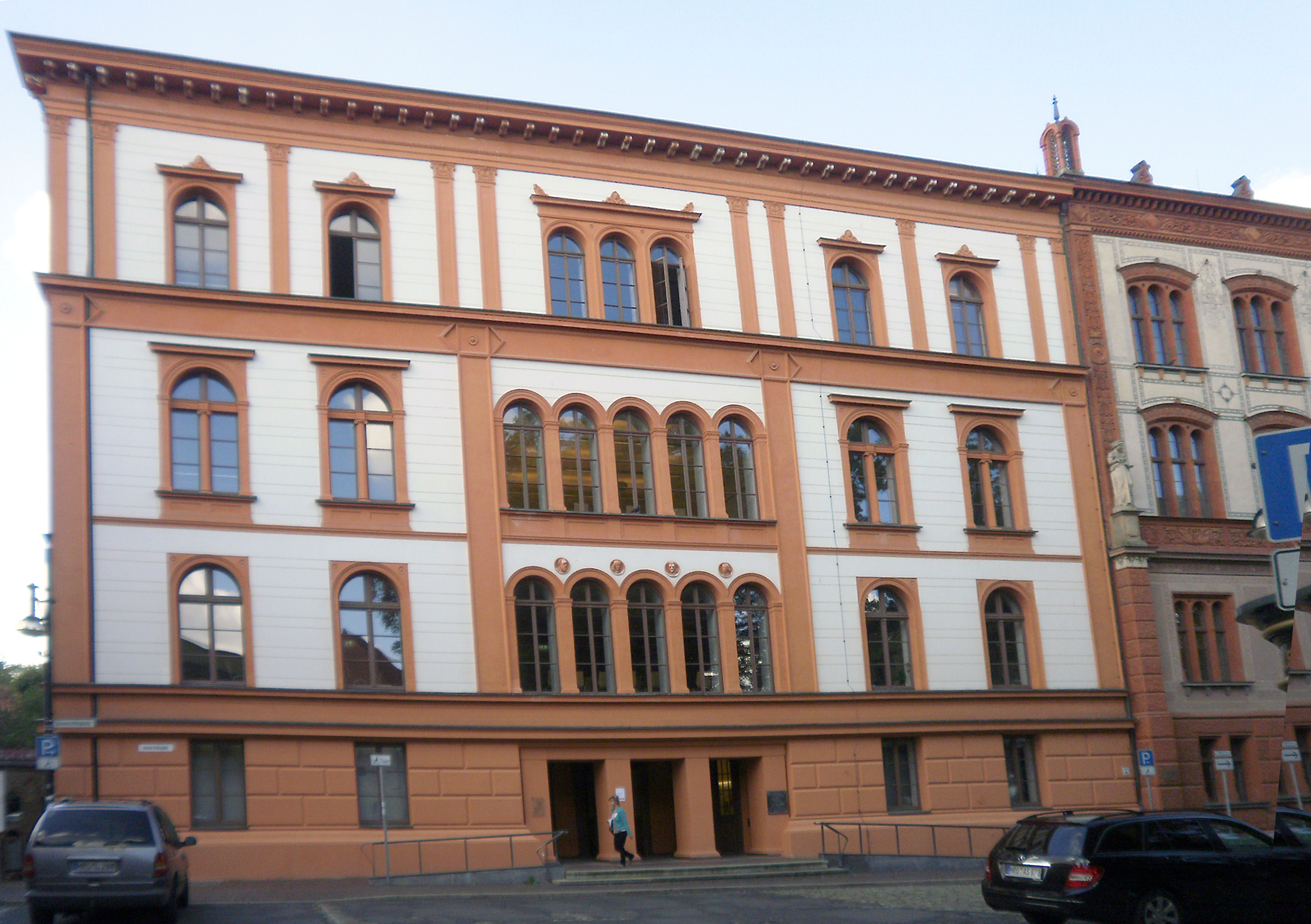
Neues Museum, Hauptgebäude Universität Rostock

Das Grundstück, auf dem sich das Universitätshauptgebäude befindet, steht der Universität Rostock seit ihrer Gründung 1419 zur Verfügung. In dieser Zeit entstand auch das erste Universitätsgebäude, das „Große Kollegium“. Da sich in diesem Gebäude die Philosophische Fakultät ansiedelte, wurde das Gebäude auch „Philosophisches Kollegium“ genannt. Es wurde durch einen Brand 1565 zerstört. Bereits 1567 wurde der Nachfolgebau eröffnet, aufgrund seines weißen Anstrichs erhielt das Gebäude spätestens seit 1649 den Namen „Weißes Kollegium“. 1792 kam es erstmals zu Umbau- und Renovierungsarbeiten. Im 19. Jahrhundert zeigte sich mehr und mehr die Baufälligkeit des Hauses. Daneben standen die schmucklose Fassade und ein zunehmender Platzmangel in der Kritik. Erste Pläne für einen Neubau mit erweiterter Grundfläche wurden vom Baumeister Carl Theodor Severin (1763–1836) erstellt, jedoch konnten diese nicht umgesetzt werden. Man entschied sich für einen Anbau. Severin erhielt 1827 den Auftrag einen Bibliotheksflügel als Anbau an die Südseite des „Weißes Kollegs“ zu errichten, dieser beherbergte erstmals auch Hörsäle. Es sollten weitere Bauarbeiten folgen. Aufgrund der zunehmenden Bedeutung der Naturwissenschaften wurde 1833/34 auf dem Hof hinter dem Weißen Kollegium ein Chemisches Labor errichtet. Aufgrund von Baufälligkeit wurde es 2006 abgerissen. Diese Bautätigkeiten lassen darauf schließen, dass die Universität versucht war, ihre Gebäude um den damaligen Blücherplatz (heute Universitätsplatz) zu zentralisieren.
Seit den 1830er Jahren konzentrierten sich die Planungen auf den Bau eines „Neuen Museums“, dort sollten die universitären Sammlungen wie auch Labore und Hörsäle für Naturwissenschaften untergebracht werden. Dabei agierten der Großherzog Paul Friedrich (1800–1842), der Hofbaumeister Georg Adolph Demmler (1804–1886) und der großherzogliche Regierungsbeauftragte für Universitätsangelegenheiten, Vizekanzler Carl Friedrich von Both (1789–1875), als Hauptakteure. Both verhandelte mit der Stadt Rostock über Abtretungen von Grundstücksteilen am Blücherplatz sowie am ehemaligen Klosterrosengarten, 1841 erhielt er die Zustimmung dafür. Der Neubau sollte der Südflügel eines neuen Gebäudes werden und nicht in einer Einheit mit dem Weißen Kollegium stehen. Beim Bau eines neuen Hauptgebäudes sollte zur Kröpeliner Straße hin ein dem Neuen Museum identischer Nordflügel entstehen. Demmler stellte seinen Entwurf für das Neue Museum 1842 vor. Die Gebäudearchitektur entspricht dem Historismus, 1844 begann der Bau. Auf die Nutzung des Gebäudes für die Naturwissenschaft weisen vier Portraitmedaillons in der Mitte des ersten Obergeschosses hin: Galileo Galilei (1564–1642), René Descartes (1596–1650), Otto von Guericke (1602–1686) und Carl von Linné (1707–1778). Sie stehen sinnbildlich für eine überregionale Orientierung der mecklenburgischen Landesuniversität.

### Baugeschichte

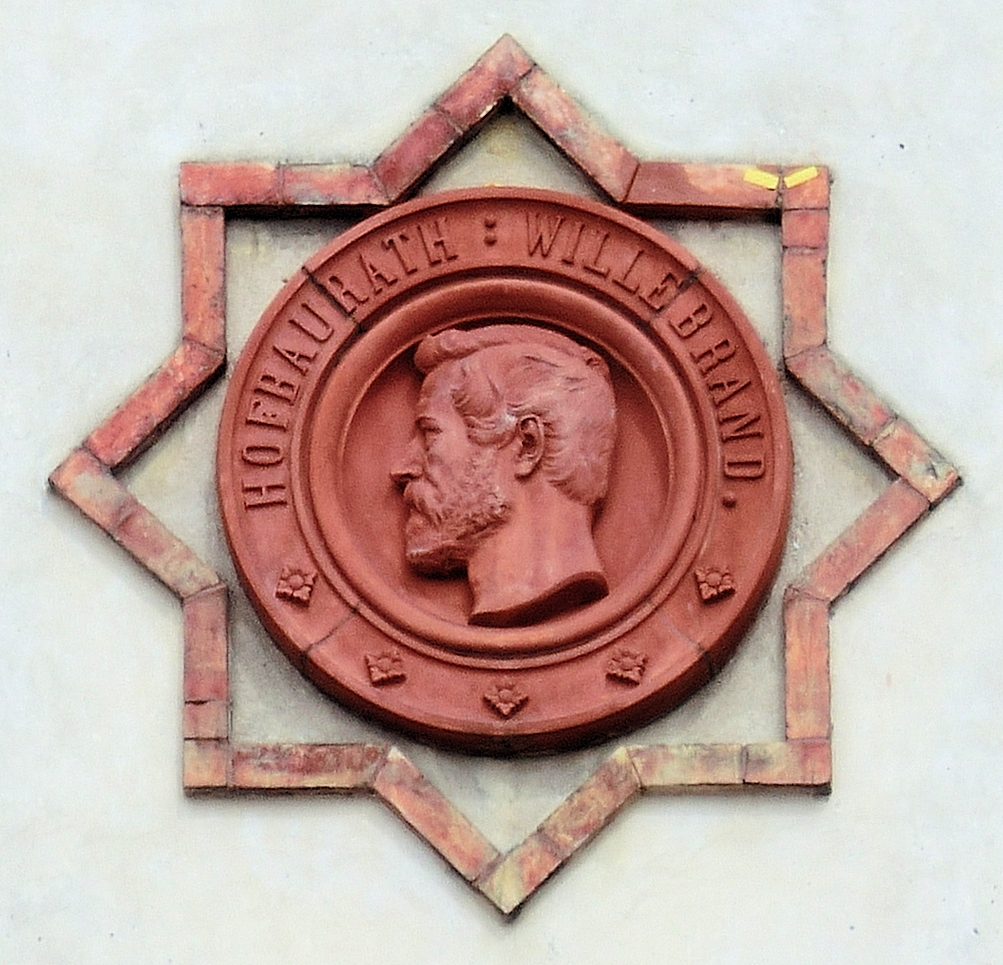
Portraitbüste von Hermann Willebrand auf der Fassade des Universitätshauptgebäudes

Zwischen 1844 und 1866/67 gab es keine Bautätigkeiten. Der Großherzog konzentrierte sich auf den Ausbau des Schweriner Schlosses. Die Revolution 1848/49 zog auch in Mecklenburg ihre Kreise und verursachte personelle Umstrukturierungen. Unter Großherzog Friedrich Franz II. wurde 1851 Hermann Willebrand (1816–1899) neuer Hofbaumeister. Ende 1864 schrieben der Rektor und das Konzil der Universität Rostock ein „Pro Memoria“ an den Landesherrn, einen Gebäudeneubau begründeten sie mit der Baufälligkeit des Weißen Kollegiums sowie mit wachsendem Platzbedarf. Es folgten 1865 ein Baugutachten und schließlich 1866 der Abriss des Weißen Kollegiums. Der neue Bauentwurf stammte von Willebrand, für das Bildprogramm am neuen Gebäude war Georg Christian Friedrich Lisch (1801–1883) zuständig. Pünktlich zum silbernen Thronjubiläum des Großherzogs erfolgte im März 1867 die Grundsteinlegung. Bereits am 8. November 1867 wurde Richtfest gefeiert, die Eröffnung des neuen Hauptgebäudes erfolgte am 27. Januar 1870.
Die Fassade und das Dach des Neuen Museums und des Hauptgebäudes wurden zwischen 1991 und 1996 aufwendig denkmalgerecht restauriert. 2006 begann der zweite Abschnitt der Grundinstandsetzung des Universitätshauptgebäudes, die Innensanierung. Der Betrieb für Bau und Liegenschaften des Landes Mecklenburg-Vorpommern wurde als Bauherrenvertreter eingesetzt.

## Gebäude

### Lage
Mitten in der Innenstadt wird das Gebäude im Norden von der Kröpeliner Straße, im Osten vom Universitätsplatz, im Süden vom Klosterhof und dem Zoologischen Institut (ehemals das Oberappellationsgericht) und im Westen von der Universitätskirche und der Straße Kleiner Katthagen umringt. Ebenfalls im Westen befindet sich hinter dem Mittelbau und dem rechten Flügel des Hauptgebäudes der Innenhof.

### Architektur

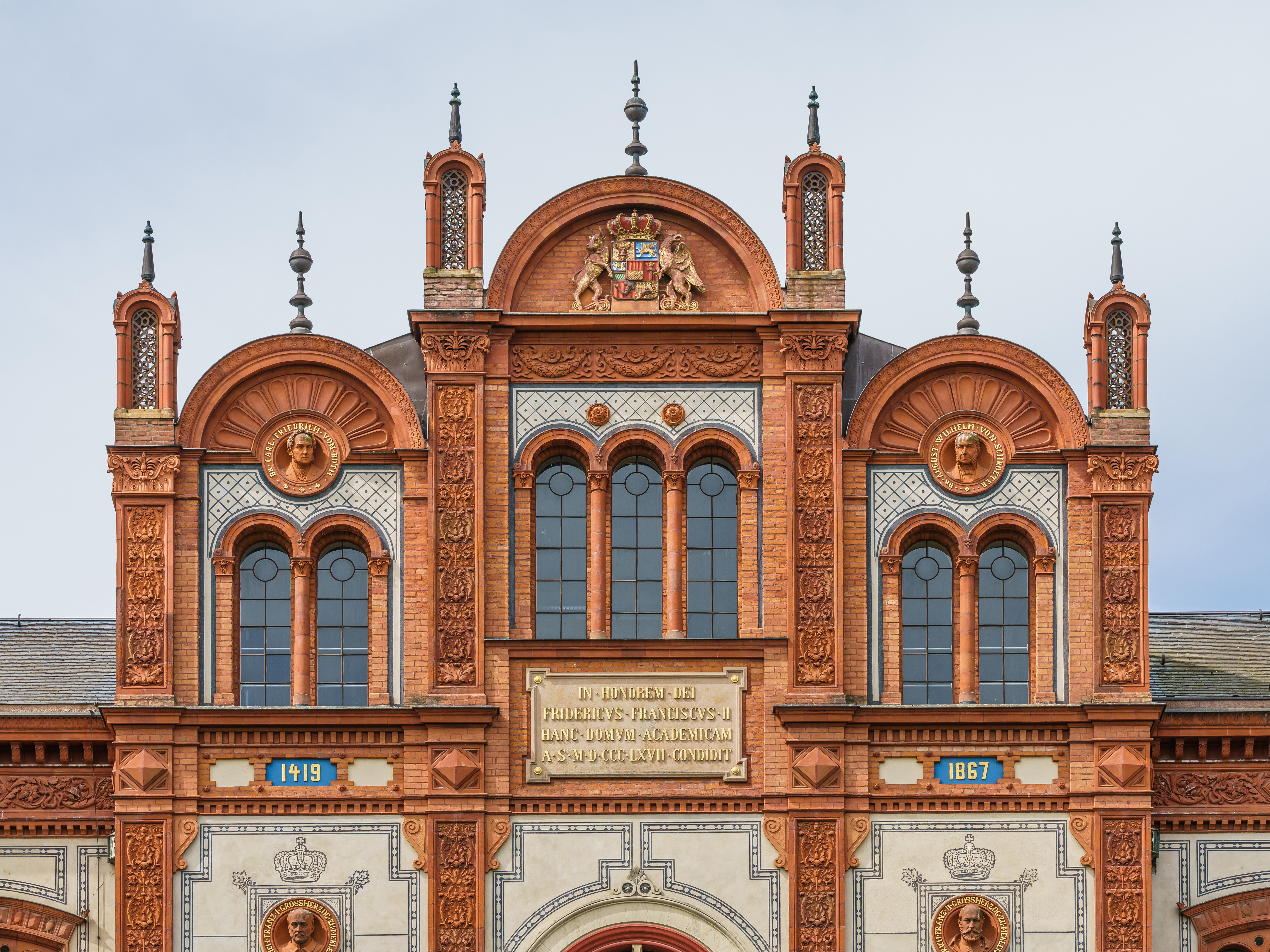
Hauptgebäude der Universität Rostock, Mittelrisalit

Das heutige Universitätshauptgebäude besteht aus drei Gebäudeteilen: das Hauptgebäude von 1870, das Neue Museum von 1844 und der Hofanbau (ehemals Bibliotheksflügel) von 1827. Das Hauptgebäude wiederum wird in rechter und linker Flügel sowie einen Mittelbau unterteilt. Zum Mittelbau, architektonisch deutlich durch den Mittelrisalit abgegrenzt, gehören das Eingangsportal mit großen Vestibül und die darüber gelegene Aula. Bei der Innensanierung wurde in der Aula das ursprüngliche Oberlicht wieder hergestellt. Die Geschossanzahl unterscheidet sich bei allen drei Gebäudeteilen, der Hofanbau hat drei, das Neue Museum vier und das Hauptgebäude fünf Etagen (ohne Unterkellerung gezählt). Besonders beim Hauptgebäude treten die Geschosse durch eine unterschiedliche Fassadengestaltung hervor. Das Erdgeschoss wurde mit einem Bossenwerk versehen, grobe Quaderblöcke mit terrakottarotem Farbanstrich. Das Altrosa des ersten Obergeschosses weicht vom Rotton des Sockelbereichs ab. Das zweite und dritte Geschoss stechen durch einen hellgrauen Untergrund mit dezentem dunkelgrauen Dekor aus der Fassade heraus. Fenster und Bemalung sind aufwendiger als in den anderen Bereichen. Das Dachgeschoss befindet sich unter einem flachen Walmdach.
Das Universitätshauptgebäude gilt als eines der Hauptwerke der mecklenburgischen Neorenaissance. Zwischen dem Neuen Museum und dem Hauptgebäude zeigt sich ein architektonischer Bruch. Zwar wurden Bauflucht, Geschosszahl, Fensteranordnung und Gebäudehöhe angepasst, jedoch ist der Unterschied zwischen Historismus und Neorenaissance klar erkennbar. Das Hauptgebäude zeichnet sich durch die Verwendung des sogenannten Johann-Albrecht-Stils aus, dieser steht für eine reiche Ausstattung mit Terrakottadekor. Das Bildprogramm sollte drei Phasen der universitären Entwicklung beinhalten: die Gründungszeit 1418/19; die Johann-Albrecht–Zeit im 16. Jahrhundert (Erneuerung im Geiste der Reformation) und die bauliche Erneuerung unter Friedrich Franz I. (1756–1837) und Friedrich Franz II. im 19. Jahrhundert.

### Bildprogramm der Fassade

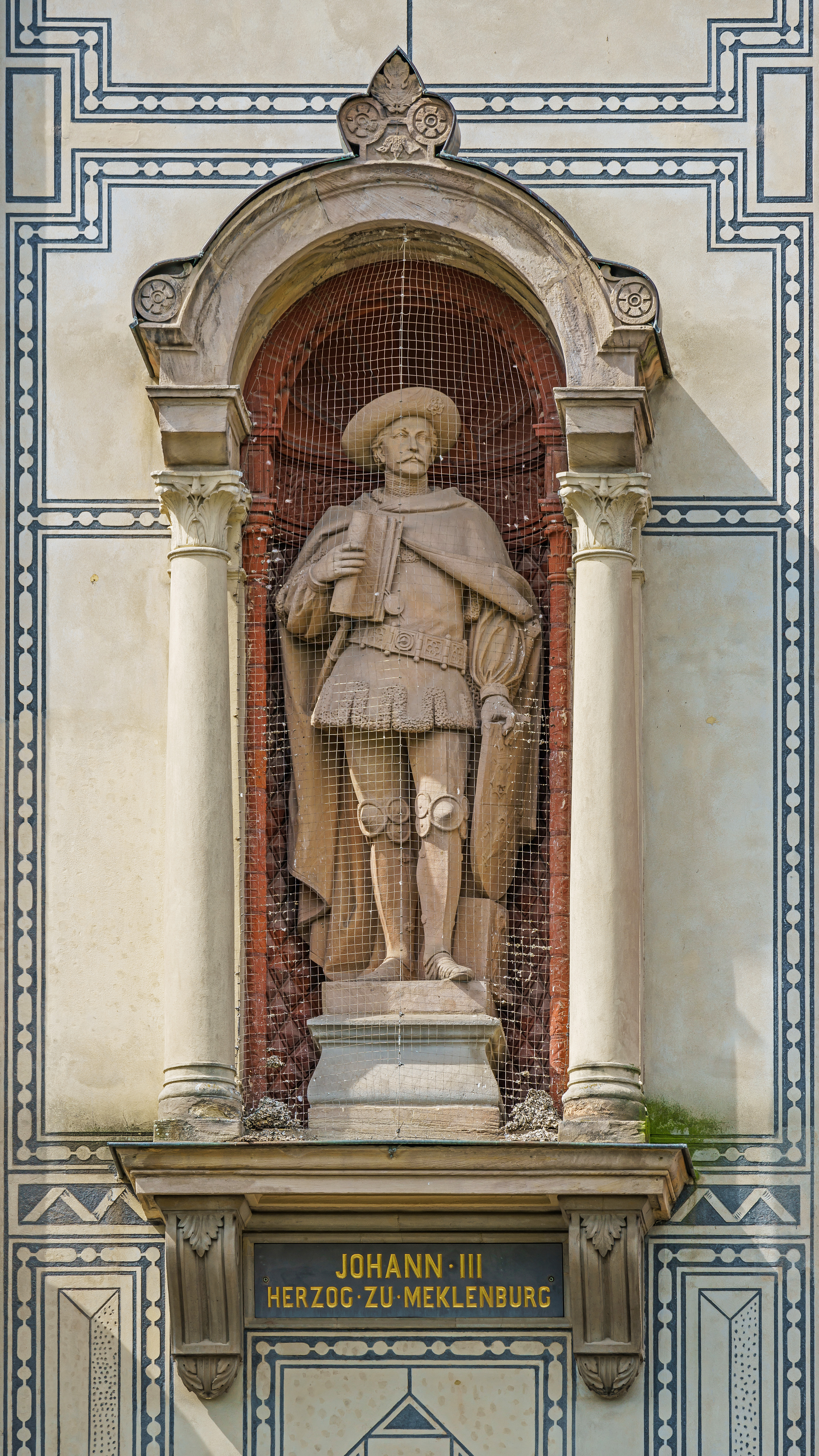
Statue Johann des IV.

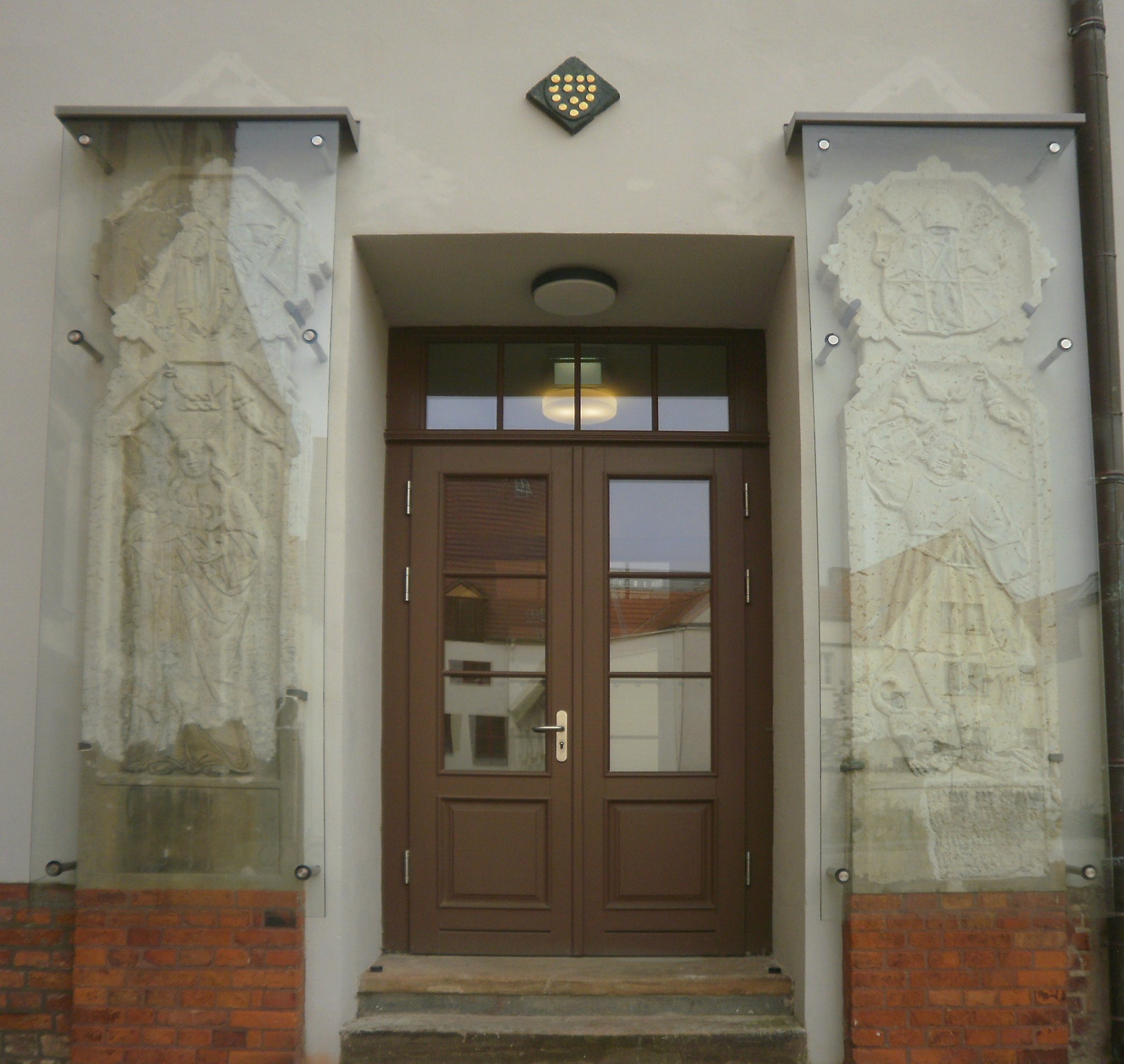
Wappensteine der Familie von Bülow, Eingang Hofanbau

Auf der Fassade sind Vertreter des Herrscherhauses, der Universität, der Stadt Rostock sowie des Klerus vertreten, jedoch in unterschiedlicher Gewichtung. Stadt und Klerus sind jeweils nur einmal vertreten. Die Vollplastiken wurden von Christian Genschow und Gustav Willgohs angefertigt.
Das Portal trägt die lateinische Inschrift: „DOCTRINA MULTIPLEX VERITAS UNA“ („Die Lehre (ist) vielfältig, die Wahrheit (aber nur) eine“), darüber thront im Mittelrisalit der Schweriner Bischof mit Hirtenstab, Heinrich II. von Nauen. Er war Mitbegründer der Universität und erwirkte beim Papst die notwendige Genehmigung. Als Vertreter der Stadt zeigt sich rechts vom Portal Heinrich Katzow († nach 1428), Bürgermeister in der Gründerzeit. Sein Gegenstück auf der linken Seite bildet der Gründungsrektor Petrus Stenbeke († nach 1419). Auf Höhe des dritten und vierten Geschosses befinden sich im Mittelrisalit die Vollplastiken der Gründungsherzöge Johann IV. († 1422) und Albrecht V. († 1423), direkt darüber sind zwei Medaillons mit den Köpfen von Friedrich Franz I. und Friedrich Franz II. angebracht. Im Übergang vom vierten zum fünften Geschoss ist die Inschrift: „IN HONOREM DEI FRIDERICUS FRANCISCUS II HANC DOMUM ACADEMICAM A S M D CCC LXVII CONDIDIT“ („zur Ehre Gottes erbaute Friedrich Franz II dieses akademische Haus im Jahr des Heils 1867“) zu lesen. Den oberen Abschluss bildet das Wappen des Hauses Mecklenburg-Schwerin.
Die herzoglichen Erneuerer des 16. Jahrhunderts Johann Albrecht I. und Ulrich III. sind als Vollplastiken auf der Nordseite der Fassade angebracht. In direkter Nachbarschaft dazu sind die Bildporträts des Humanisten Nicolaus Marschalk (1470–1525), des Philologen und Begründers der Universitätsbibliothek Nathan Chyträus (1543–1598) sowie des Orientalisten und Bibliothekars Oluf Gerhard Tychsen (1734–1815) zu sehen.
Auf der Fassade sind ebenfalls Porträtmedaillons von Personen, die in der großherzoglichen Regierung für die Landesuniversität zuständig waren: auf der Hauptfassade Minister August Wilhelm Ferdinand von Schröter (1799–1865) und Vizekanzler Carl Friedrich von Both, sowie auf der Hofseite Hofbaurat Hermann Willebrand, Architekt Carl Luckow und Bauführer Adolf Prahst (1829–1919).
Vier Statuen auf Höhe des dritten Geschosses versinnbildlichen die vier Gründungsfakultäten: Medizin, Theologie, Jura und Philosophie. Der universitäre Bereich wird ebenso durch den Theologen und Universalgelehrten David Chyträus (1531–1600), den Juristen Ernst Cothmann (1557–1624), den Mediziner Jacob Bording (1511–1560) wie auch den Philologen Johannes Caselius (1533–1613) vertreten.
Beim Abriss des Weißen Kollegiums wurden im Erdreich zwei Wappensteine der Bülows, Familie des Bischofs von Schwerin, gefunden. Sie befinden sich heute auf der Nordseite des Hofanbaus, dort flankieren sie den Hofeingang zum Gebäude.

### Bildprogramm Innen

#### Aula
Die sechzehn Porträts in der Aula zeigen unter anderem David Chytraeus für die Theologische Fakultät (als Einziger innen und außen am Gebäude vertreten), den Juristen Johann Oldendorp (ca. 1488–1567), den Mediziner Janus Cornarius (1500–1558), den Historiker Albert Krantz (1448–1517), den Mathematiker und Physiker Joachim Jungius (1587–1656), den Botaniker Heinrich Friedrich Link (1767–1851), den Mathematiker Peter Johannes Hecker (1741–1835), den Juristen Adolf Dietrich Weber (1758–1817), den Mediziner Samuel Gottlieb Vogel (1750–1837) und den Theologen Heinrich Müller (1631–1675).
An den Wandflächen der Stirnseite der Aula sollten die herrschaftlichen Stifter und Erneuerer prangen, jedoch sind dort bis heute keine Historiengemälde, über die Inhalte konnte keine Einigkeit gefunden werden.

#### Treppenhaus

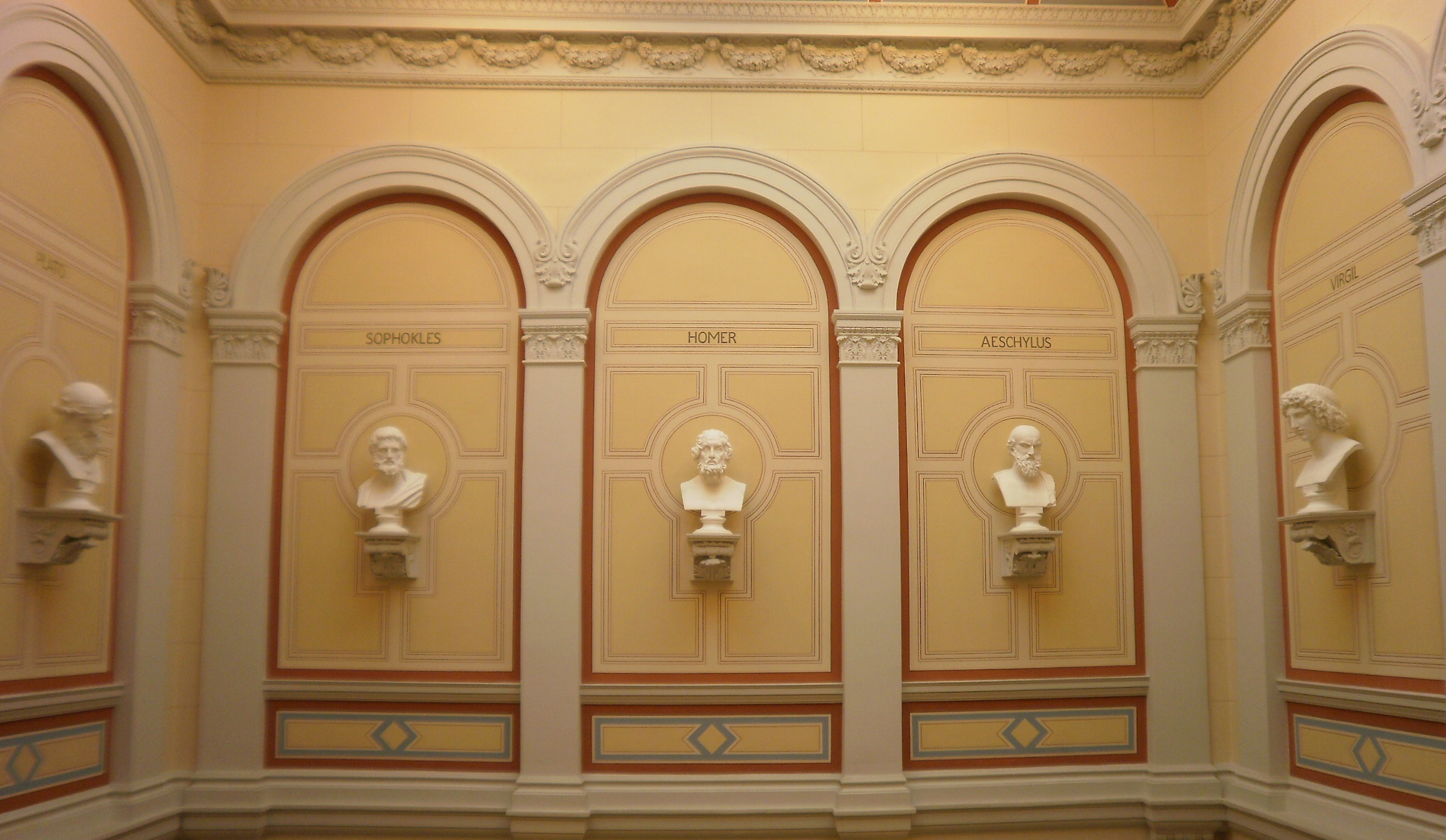
Büsten im Treppenaufgang

Die neun Büsten im Treppenhaus sind den antiken griechischen und römischen Gelehrten gewidmet: Homer, Aeschylus, Sophokles, Demosthenes, Platon, Aristoteles, Vergil, Cicero und Seneca.

#### Foyer

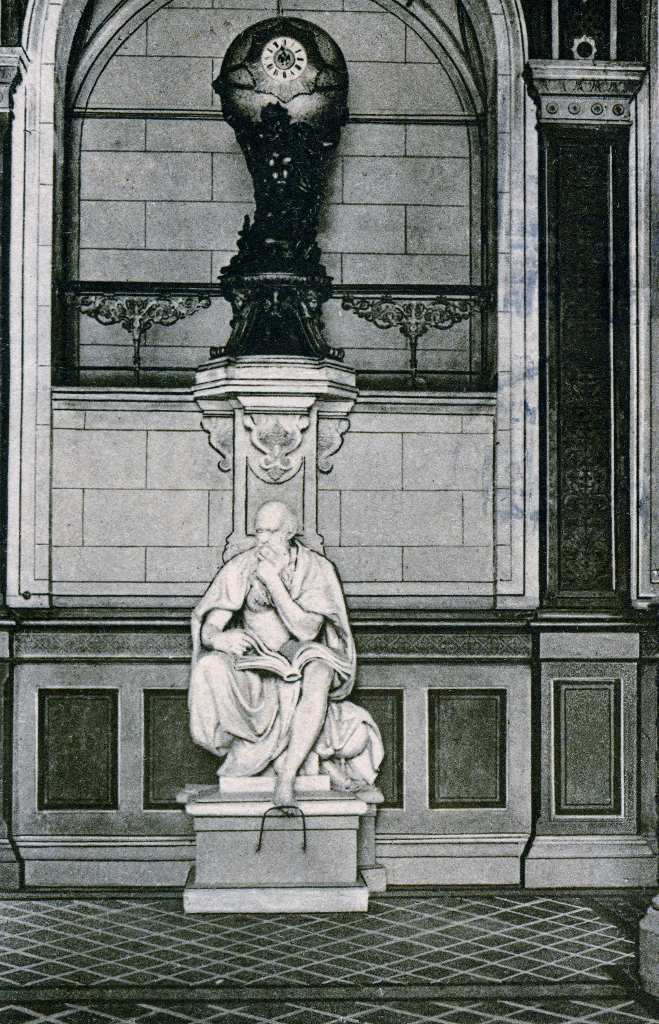
Ursprüngliche Gestaltung im Foyer mit Atlantenuhr von Johann Samuel Nahl und Plastik "Weisheit" von Ludwig Brunow

Im Foyer des Hauptgebäudes stand anfangs eine im Auftrag des preußischen Königs Friedrich I. angefertigte Atlantenuhr (1710). Die Skulptur wurde von Johann Samuel Nahl und das Uhrwerk von der Berliner Manufaktur Louis Le Roy geschaffen. Sie gelangte über Herzogin Louise Friederike nach Rostock, die ab Ende 1786 ihren Witwensitz im Rostocker Palais bezog. Sie pflegte eine Freundschaft zum Universitätsbibliothekar Oluf Gerhard Tychsen, dem sie die Atlantenuhr wie auch einen Teil ihrer Büchersammlung schenkte. Ursprünglich ließ Tychsen die Uhr im Lesesaal des Weißen Kollegiums aufstellen. Nach dessen Abriss fand die Atlantenuhr ihren neuen Platz auf einer Konsole in der mittleren Nische der Stirnwand im Vestibül. Seit einigen Jahren steht die Atlantenuhr im Neubau der Universitätsbibliothek in der Rostocker Südstadt.
Die Dekoration der Eingangshalle wechselte mehrmals, es gab ein Reiterstandbild von Herzog Friedrich Franz, eine Hitler-Büste, eine Goethe-Büste oder auch die Plastik „Weisheit“ von Ludwig Brunow. Daneben wurden verschiedene Gedenktafeln an die Wände angebracht, für die Opfer des Faschismus, sowie für Arno Esch und Hans Moral. Das Relief "Von der Verantwortung des Menschen" von Jo Jastram wurde nach der Sanierung in den Außenbereich verlegt, es befindet sich nun im Hof des Hauptgebäudes.
Im Zuge der Innensanierung sollte das Foyer mit einem Wettbewerb „Kunst am Bau“ neu gestaltet werden. Erst im zweiten Anlauf konnte mit dem Rostocker Künstler Wolfgang Friedrich ein Sieger gefunden werden. Sein Entwurf zeigte eine lebensgroße Bronzeplastik als Verkörperung von Metis, Göttin des implizierten Wissens.

## Schatzkammer
In Vorbereitung auf das 600. Jubiläum der Universität Rostock wurde im Erdgeschoss des rechten Flügels eine Schatzkammer eingerichtet. Seit der Wiedereröffnung des Hauptgebäudes 2013 ist sie der Öffentlichkeit zugänglich. Neben einem Abriss der Universitätsgeschichte werden auch Archivalien gezeigt, beispielsweise die Insignien, die Gründungsurkunde sowie das Immatrikulationsbuch der Universität. Darüber hinaus gibt es wechselnde Sonderausstellungen.